# Rieserhof
Rieserhof ist ein Ortsteil der Gemeinde Much im Rhein-Sieg-Kreis. Der Hof wurde urkundlich erstmals 1496 erwähnt.

## Lage
Rieserhof liegt auf den Hängen des Naafbachtales an der Grenze zu Overath. Nachbarorte sind Fischermühle im Nordosten, Niederheiden im Südosten und Schwellenbach im Südwesten. Der Ort ist über die Landesstraße 318 erreichbar.

## Einwohner
1830 hatte das Gehöft zehn Einwohner.
1901 wohnten hier 18 Personen. Verzeichnet waren die Haushalte Heinrich Bücheler, Joh. Hanenberg, Anna Maria Schmitt und Wilhelm Schmitt. Alle waren Ackerer.